# Odontohenricia anarea
Odontohenricia anarea is een zeester uit de familie Echinasteridae.
De wetenschappelijke naam van de soort werd in 1998 gepubliceerd door O'Hara.